# Metallochlora ametalla
Metallochlora ametalla är en fjärilsart som beskrevs av Turner 1910. Metallochlora ametalla ingår i släktet Metallochlora och familjen mätare. Inga underarter finns listade i Catalogue of Life.